# 함양물레방아골축제
함양 물레방아골 축제는 경상남도 함양군에서 개최하는 축전이다. 1962년부터 개최되었다. 연암 박지원은 열하기행 후 함양 안의에 현감으로 부임하여 직접 공장에게 물레방아 제작을 지도했다.